# Біфотонний процес
Біфотонний процес (рос. бифотонный процесс, англ. biphotonic process) — процес, що відбувається внаслідок біфотонного збудження. 
Біфотонне збудження — послідовне поглинання двох фотонів (з однаковими чи різними довжинами хвиль). Енергія  збудження є сумою енергій двох фотонів.